# Mars (thần thoại)
Mars (tiếng Latinh: Mārs, Martis) là thần chiến tranh và người bảo vệ nông nghiệp La Mã trong tôn giáo La Mã cổ và thần thoại La Mã. Ông là vị thần quan trọng chỉ đứng sau thần Jupiter và thần Neptune đồng thời cũng là vị thần nổi bật nhất trong tôn giáo của quân đội La Mã. Đa số lễ hội La Mã dành cho thần Mars đều được tổ chức vào tháng 3 (tháng 3 trong tiếng Latinh (Martius) cũng là tháng được đặt tên theo Mars) và tháng 10, các tháng bắt đầu và kết thúc mùa chinh chiến và thu hoạch. Tên của ông được đặt cho sao Hoả
Dưới ảnh hưởng của văn hóa Hy Lạp, Mars được xem là tương ứng với thần Ares trong thần thoại Hy Lạp. Dù thế, nhân vật Mars khác Ares ở nhiều điểm căn bản. Mars là một trong ba vị thần của Bộ ba Cổ xưa (cùng với Jupiter và Quirinus). Bàn thờ Mars ở Campus Martius (một khu vực ở Roma được đặt theo tên thần Mars) được cho là do Numa Pompilius lập ra.
Trong khi Ares bị xem là thế lực tàn phá và gây mất ổn định thì Mars lại đại diện cho một sức mạnh quân sự theo hướng hòa bình và được coi là người cha của người La Mã. Trong gia phả học thần thoại và các truyền thuyết về sự thành lập La Mã thì Mars và Rhea Silvia đã đấng sinh thành của cặp song sinh Romulus và Remus.